# 김해여자중학교
김해여자중학교(金海女子中學校)는 대한민국 경상남도 김해시 대성동에 있는 공립 중학교이다.

## 학교 연혁
- 1955년 10월 5일 : 김해여자중학교 설립 인가
- 1970년 3월 1일 : 김해여자중․고등학교 분리
- 1974년 9월 10일 : 현 교사 준공 이전
- 2022년 12월 19일 : 제68회 졸업식(졸업생 90명, 총 졸업생수 20,315명)
- 2023년 3월 2일 : 제71회 입학식(입학생 27명)
- 2023년 9월 1일 : 제28대 오경렬 교장 부임

## 참고 자료
- 김해여자중학교 - 한국교육학술정보원 학교알리미